# Carl Bernhard von Trinius
Carl Bernhard von Trinius (russifié en Karl Antonovitch Trinius), né le 7 mars 1778 à Eisleben dans le comté de Mansfeld et mort le 12 mars 1844 à Saint-Pétersbourg (Empire russe), est un médecin et botaniste prussien qui fait sa carrière à partir de 1804 en Russie. Il est membre de l'Académie impériale des sciences de 1823 à sa mort. Il a publié également plusieurs poèmes.

## Biographie
Carl Bernhard Trinius naît à Eisleben dans la famille d'un pasteur luthérien, Johann Anton Trinius (1722-1784), et de son épouse née Charlotte Hahnemann (1752-1812). Il est donc le neveu du fondateur de l'homéopathie, Samuel Hahnemann.
Il poursuit ses études à Iéna, Halle et Göttingen. Il atteint le grade de docteur en médecine de l'université de Göttingen en 1802. Il s'installe en 1804 dans les provinces baltes de l'Empire russe, dont l'élite est germanophone et la langue administrative l'allemand. Il passe son examen de médecine à Dorpat pour valider son diplôme et devient médecin à Gawen en Courlande. Ensuite il s'installe à Hasenpoth en Courlande, où il fait la connaissance du poète Ulrich von Schlippenbach (de) (1774-1826) et de l'écrivain Mirbach. Il se marie avec Josepha Boriskovska (1775-1857) dont il a une fille Amalie (1805-1891). Il quitte son cabinet d'Hasenpoth en 1808 pour devenir le médecin personnel de la duchesse Antoinette de Wurtemberg. Jusqu'à la mort de la duchesse en 1824, il effectuera de nombreux voyages entre la Russie et l'Allemagne pour s'occuper d'elle, tout en poursuivant ses travaux de botanique.
En 1810, il est membre-correspondant étranger de l'Académie impériale des sciences de Saint-Pétersbourg dont il deviendra en 1823 académicien ordinaire. Il accompagne la duchesse Antoinette à Saint-Pétersbourg entre 1811 et 1815 alors que l'Europe (et l'Allemagne) sont plongées dans les guerres napoléoniennes. Il s'y lie d'amitié avec Ernst Moritz Arndt. Entre 1816 et 1822, Trinius demeure à Vitebsk, puis déménage à Saint-Pétersbourg. Il devient médecin de la famille impériale après la mort de la duchesse. À partir de 1829, il enseigne l'histoire naturelle au tzarévitch Alexandre, jusqu'en 1833. Il s'intéresse exclusivement à l'homéopathie à partir de 1830 et correspond régulièrement avec son oncle Samuel Hahnemann. Il fait un long voyage d'études en Allemagne en 1837-1838 pour y visiter les jardins botaniques, mais il subit deux attaques cardiaques à Munich et à Dresde qui l'affaiblissent par la suite.
Il fait don de sa collection de poacées au musée botanique de l'Académie des sciences (qu'il a cofondé) en 1841. Son herbier est acquis par l'herbier de l'université de Moscou dont six mille feuillets sont étudiés par le professeur Ivan Gorojankine. Les feuillets ont été mis sur microfiches en 1995 grâce à une collaboration de l'institut Komarov avec le Smithsonian Institute qui a permis l'édition d'un catalogue digital.
Il meurt d'une insuffisance cardiaque en 1844.

## Publications
- 1806: Gedichte [Poèmes], in Kuronia, Mitau, pp. 1–5, 21-22, 27-28, 39-40, 52-56, 61-63, 70-72, 76, 85-87.
- 1807: Gedichte [Poèmes], in Kuronia, Mitau, pp. 5–6, 27-29, 43, 45-48, 72-74, 103—104, 120—123.
- 1807: Gedichte [Poèmes], in Ruthenia, 1807, vol.2, pp. 89–92.
- 1808: Gedichte [Poèmes], in Kuronia, Mitau, pp. 73–74, 81-84, 93-94, 120—128.
- 1811 (fr) : Description des mousses qui croissent aux environs de St. Pétersbourg, Saint-Pétersbourg.
- 1811 (fr) : Flore des environs de St. Pétersbourg et de Moscou, Saint-Pétersbourg
- 1820: Dramatische Ausstellungen, Berlin.
- 1820: Fundamenta Agrostographiae, Botanisches Standardwerk.
- 1826: Über die Bildung des Embryo in den Gräsern, von Raspail. Aus dem Französischen übersetzt und mit Anmerkungen begleitet, Saint-Pétersbourg.
- 1828: Species graminum, iconibus et desciptionibus illustr. Saint-Pétersbourg.
- 1829: Über den Glauben an Geister und Gespenster, in: Mitausche Wöchentliche Unterhaltungen, vol. 1, p. 305.
- 1829: Ovids achtzehnte Heroide, in: Mitausche Wöchentliche Unterhaltungen, vol. 4, pp. 129, 168.
- 1829: Welche Todesart hätte Sokrates wählen sollen? in: Mitausche Wöchentliche Unterhaltungen, vol. 5, pp. 138sq.
- 1829: Das Lustspiel, in: Mitausche Wöchentliche Unterhaltungen, vol. 5, p. 339.
- 1829: Über den gegenwärtigen wissenschaftlichen Standpunkt der Naturforschung. Vorgelesen in der öffentlichen Sitzung der Kaiserlichen Akademie der Wissenschaften am 29. Dezember 1828, Saint- Pétersbourg.
- 1830: Neue Beschreibung einiger Grasarten, in: Mémoires de l’académie des sciences de Saint-Pétersbourg, vol. 1, pp. 1–3, Saint-Pétersbourg.
- 1836: Über das Wesen und die Bedeutung der menschlichen Haare und der Zähne. Bonn
- 1840: Phalaridea, Saint-Pétersbourg.
- 1840: Oryzea, Saint-Pétersbourg.
- 1845—1849: Agrostidea/ Trinius, 3e partie, Saint-Pétersbourg.
- 1848: Gedichte von Dr. B. C. Trinius, herausgegeben von zweien seiner Freunde, Berlin.
- 1849: Gedichte eines ehemaligen Kurländers, in: Das Inland, 05.10.1849, Nr. 40, pp. 673–678.
- 1857: Der Ahorn (Gedicht), In Ed. Pabst: Bunte Bilder, 2 Hefte, Reval.
- 1895: Gedichte, in: Grotthus, Jeannot Emil Freiherr von.
- 1895: Das baltische Dichterbuch. Eine Auswahl deutscher Dichtungen aus den baltischen Provinzen […]. Reval, p. 118.

## Hommages

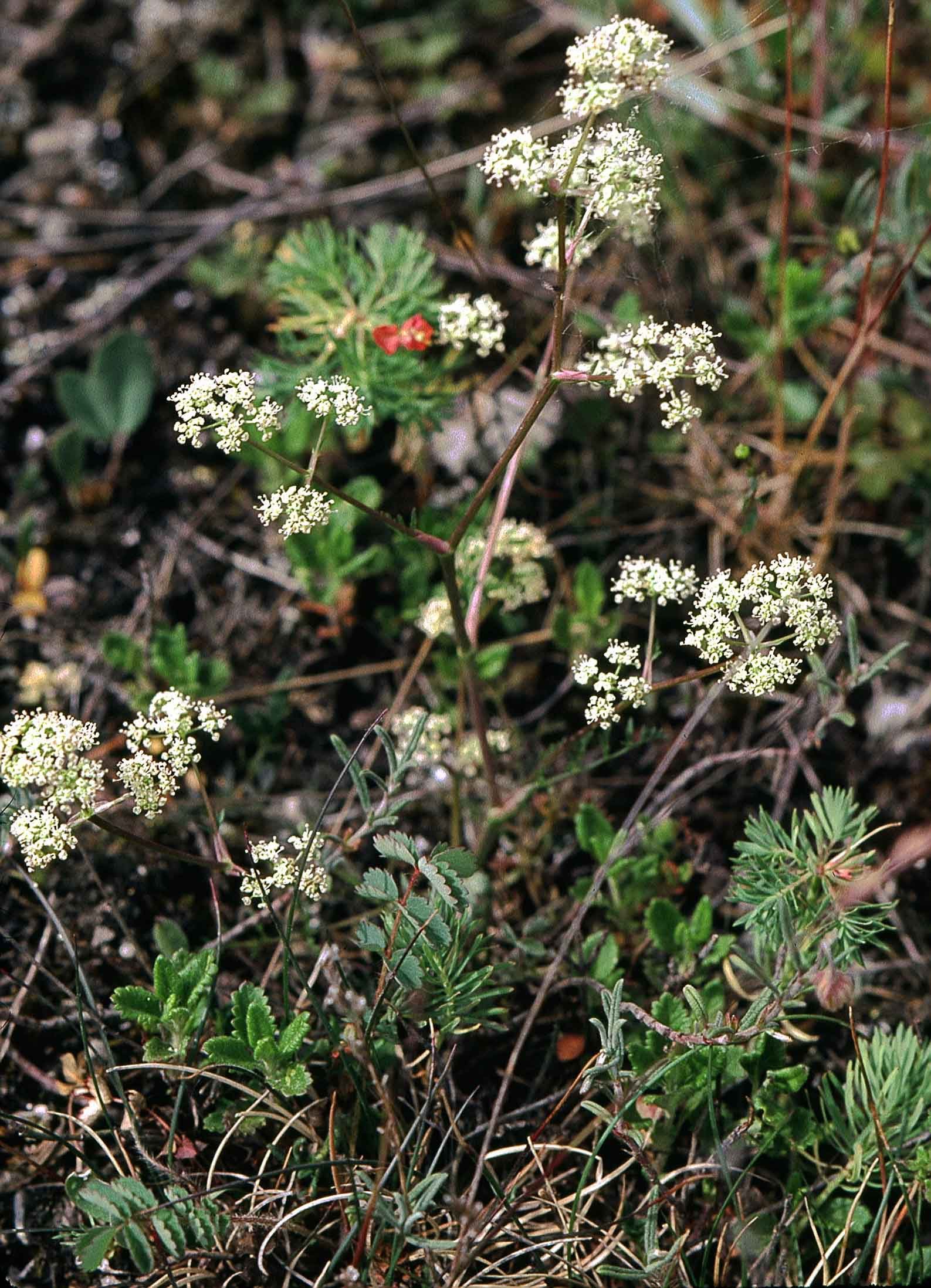
Photographie de Trinia glauca en Allemagne

- Dumortier lui dédie le genre Trinia (en).